# (3697) Guyhurst
(3697) Guyhurst es un asteroide perteneciente al cinturón de asteroides, descubierto el 6 de marzo de 1984 por Edward Bowell desde la Estación Anderson Mesa (condado de Coconino, cerca de Flagstaff, Arizona, Estados Unidos).

## Designación y nombre
Designado provisionalmente como 1984 EV. Fue nombrado Guyhurst en homenaje al editor británico de la revista “The astronomer” “Guy M. Hurst”.